# Plutographa
Plutographa is een geslacht van vlinders van de familie bladrollers (Tortricidae).

## Soorten
- P. anopa Diakonoff, 1989
- P. authodes Diakonoff, 1992
- P. brochota Diakonoff, 1989
- P. cryphaea Diakonoff, 1989
- P. cyanea Diakonoff, 1989
- P. cyclops Diakonoff, 1970
- P. dyspotma Diakonoff, 1989
- P. erytema Diakonoff, 1989
- P. eudela Diakonoff, 1989
- P. glochydosema Diakonoff, 1989
- P. heteranthera (Diakonoff, 1970)
- P. latefracta Diakonoff, 1989
- P. lichenophyes Diakonoff, 1989
- P. microsarca Diakonoff, 1989
- P. monopa Diakonoff, 1989
- P. nigrivittata Diakonoff, 1989
- P. orbiculi Diakonoff, 1989
- P. phloena Diakonoff, 1989
- P. phloeorrhages (Diakonoff, 1970)
- P. pictura (Diakonoff, 1970)
- P. reducta Diakonoff, 1989
- P. rhodana Diakonoff, 1989
- P. semna Diakonoff, 1989
- P. seriopa Diakonoff, 1989
- P. spodostoma Diakonoff, 1989
- P. tetracelis Diakonoff, 1989
- P. tomion Diakonoff, 1989
- P. transversa (Diakonoff, 1970)
- P. xyloglypha Diakonoff, 1989